# 1. Līga 2022
La 1. Līga 2022 è la 31ª edizione della seconda divisione del campionato lettone di calcio. La stagione è iniziata l'8 aprile ed è terminata il 13 novembre 2022. Lo Jelgava ha vinto il campionato per la seconda volta nella sua storia.

## Stagione

### Novità
Il campionato è composto da 14 squadre, quattro in più rispetto alla stagione precedente: a fronte della promozione in Virslīga di Auda Ķekava, Tukums 2000 e Super Nova, le nuove squadre sono tre provenienti dalla 2. Līga Skanstes, Olaine e Salaspils (la prima per promozione, le altre due per ripescaggio) e quattro squadre riserve di RFS Riga, Riga FC, Tukums 2000 e Valmiera.
Inoltre, l'Albatroz SC ha ceduto la proprietà allo Jelgava, che torna a disputare i campionati nazionali dopo l'esclusione dalla Virslīga 2021.

### Formula
Le 14 squadre partecipanti si affrontano in gironi di andata e ritorno, per un totale di 26 giornate. La squadra prima classificata viene promossa in Virslīga, mentre la seconda disputa uno spareggio contro la penultima della Virslīga. Sono escluse dalla possibilità di promozione le squadre riserve. Le classificate agli ultimi due posti retrocedono in 2. Līga.

## Squadre partecipanti
| Club          | Città     | Stagione precedente     |
| ------------- | --------- | ----------------------- |
| Dinamo Rīga   | Riga      | 8° in 1. Līga           |
| Grobiņa       | Grobiņa   | 6° in 1. Līga           |
| JDFS Alberts  | Rīga      | 9° in 1. Līga           |
| Jelgava       | Jelgava   | 5° in 1. Līga           |
| Olaine        | Olaine    | in 2. Līga, ripescato   |
| Rēzeknes FA   | Rēzekne   | 4° in 1. Līga           |
| RFS Riga-2    | Rīga      | -                       |
| Riga FC-2     | Rīga      | -                       |
| Salaspils     | Salaspils | in 2. Līga, ripescato   |
| Saldus        | Saldus    | 7° in 1. Līga           |
| Skanstes      | Rīga      | 1° in 2. Līga, promosso |
| Smiltene      | Smiltene  | 10° in 1. Līga          |
| Tukums 2000-2 | Tukums    | -                       |
| Valmiera-2    | Valmiera  | -                       |

## Classifica finale
|       | Pos. | Squadra       | Pt | G  | V  | N | P  | GF | GS | DR  |
| ----- | ---- | ------------- | -- | -- | -- | - | -- | -- | -- | --- |
|       | 1.   | Jelgava       | 73 | 26 | 24 | 1 | 1  | 76 | 13 | +63 |
| [ 3 ] | 2.   | Riga FC-2     | 60 | 26 | 19 | 3 | 4  | 84 | 27 | +57 |
|       | 3.   | Grobiņa       | 53 | 26 | 17 | 2 | 7  | 85 | 39 | +46 |
| [ 3 ] | 4.   | Valmiera-2    | 52 | 26 | 17 | 1 | 8  | 90 | 37 | +53 |
| [ 3 ] | 5.   | RFS Riga-2    | 46 | 26 | 14 | 4 | 8  | 75 | 43 | +32 |
|       | 6.   | JDFS Alberts  | 45 | 26 | 13 | 6 | 7  | 38 | 25 | +13 |
|       | 7.   | Skanstes      | 37 | 26 | 10 | 7 | 9  | 34 | 41 | -7  |
|       | 8.   | Olaine        | 25 | 26 | 7  | 4 | 15 | 38 | 72 | -34 |
|       | 9.   | Salaspils     | 25 | 26 | 7  | 4 | 15 | 40 | 75 | -35 |
|       | 10.  | Saldus        | 23 | 26 | 6  | 5 | 15 | 34 | 49 | -15 |
| [ 3 ] | 11.  | Tukums 2000-2 | 22 | 26 | 6  | 4 | 16 | 33 | 66 | -33 |
|       | 12.  | Dinamo Rīga   | 22 | 26 | 6  | 4 | 16 | 17 | 57 | -40 |
|       | 13.  | Rēzeknes FA   | 21 | 26 | 6  | 3 | 17 | 33 | 70 | -37 |
|       | 14.  | Smiltene      | 16 | 26 | 4  | 4 | 18 | 24 | 87 | -63 |

Legenda:
      Promossa in Virslīga 2023
 Ammessa allo spareggio promozione-retrocessione
      Retrocessa in 2. Līga 2023
Note:
Tre punti a vittoria, uno a pareggio, zero a sconfitta.
La classifica viene stilata secondo i seguenti criteri:
- Punti conquistati
- Punti conquistati negli scontri diretti
- Differenza reti negli scontri diretti
- Partite vinte
- Differenza reti generale
- Reti totali realizzate
- Miglior rapporto goal (goal fatti/goal subiti)
- Fair-play ranking
- Spareggio

## Spareggio promozione/retrocessione
Allo spareggio per la promozione partecipano il Metta, penultimo classificato della Virslīga, e il Grobiņa, terzo classificato (secondo escluse le squadre riserve) della 1. Līga.
|         | Risultati |         | Luogo e data              |
| ------- | --------- | ------- | ------------------------- |
| Metta   | 2 - 0     | Grobiņa | Riga, 24 novembre 2022    |
| Grobiņa | 1 - 3     | Metta   | Grobina, 27 novembre 2022 |
|         |           |         |                           |